# Alt Heidelberg (1954)
Alt Heidelberg (Originaltitel: The Student Prince) ist ein US-amerikanischer Musikfilm aus dem Jahre 1954 unter der Regie von Richard Thorpe. Es ist eine Verfilmung der Operette The Student Prince von Sigmund Romberg, deren Handlung wiederum auf dem deutschen Theaterstück Alt-Heidelberg (1901) von Wilhelm Meyer-Förster basiert.

## Handlung
Deutschland um 1900: Prinz Karl, der aus einem kleinen Königtum in Deutschland stammt, geht zusammen mit seinem Lehrer, dem alten Professor Jüttner, nach Heidelberg zum Studieren. Durch harte Erziehung in seiner Jugend wirkt Karl etwas steif, was auch seine Verlobte – die Prinzessin Johanna – bemängelt. In Heidelberg kann sich Karl nach einiger Zeit unter den Studenten viele Freunde machen; auch verliebt er sich in Kathie, die schöne und musikalisch begabte Bardame in seinem Gasthof. Die schöne Zeit in Heidelberg endet bitter, als Karls Großvater, der König von Karlsberg, überraschend stirbt. Nun muss er die Regentschaft übernehmen und seine Verlobte heiraten. Ein letztes Mal kehrt Karl nach Heidelberg zurück, um Kathie Lebwohl zu sagen.

## Hintergrund
Die Produktion des Filmes verlief extrem turbulent. Mario Lanza, einer der damals berühmtesten Sänger der Welt, sollte ursprünglich die Rolle des Karl übernehmen. Bereits vor Produktionsbeginn nahm er seine Lieder auf. Während der Dreharbeiten zerstritt er sich allerdings mit dem ursprünglich verpflichteten Regisseur Curtis Bernhardt. Lanza war übergewichtig geworden und erschien nie pünktlich zu den Dreharbeiten. Entnervt wurde er von MGM nach einigen Wochen gefeuert, woraufhin die Dreharbeiten zum Film für mehrere Monate pausierten. Schließlich wurde im Sommer 1953 der relativ unbekannte Schauspieler Edmund Purdom aus Großbritannien für die Rolle des Karl besetzt. Curtis Bernhardt wurde als Regisseur durch Richard Thorpe ersetzt. MGM konnte sich nach einigen Verhandlungen damit durchsetzen, die bereits vorhandenen Gesangsaufnahmen Lanzas noch im Film zu verwenden. Im fertigen Film singt Purdom daher mit der Stimme von Lanza.
Der ungarische Charakterdarsteller Szöke Szakall, in den Vereinigten Staaten während seiner Filmkarriere als S.Z. Sakall bekannt, spielte seine letzte Filmrolle als Gastwirt Rüder. Ursprünglich wollte MGM die bereits im Ruhestand befindliche Deanna Durbin, einen großen Musicalfilm-Star der 1940er-Jahre, für ein Comeback in der Rolle der Kathie gewinnen. Doch Durbin lehnte ab, sodass die Rolle schließlich an Ann Blyth vergeben wurde.
Das Szenenbild wurde von Randall Duell und Cedric Gibbons entworfen; bei den Setdekorationen waren Arthur Krams und Edwin B. Willis tätig; die Kostüme der Männer kamen von Walter Plunkett, die der Frauen von Helen Rose; Warren Newcombe kümmerte sich um die Spezialeffekte; für den Ton war Douglas Shearer verantwortlich.

## Synchronisation
Die deutsche Synchronfassung entstand anlässlich der deutschen Kinopremiere am 27. Mai 1955.
| Rolle               | Schauspieler  | Dt. Synchronstimme    |
| ------------------- | ------------- | --------------------- |
| Kathie              | Ann Blyth     | Renate Danz           |
| Prinz Karl          | Edmund Purdom | Sebastian Fischer     |
| König von Karlsberg | Louis Calhern | Siegfried Schürenberg |
| Joseph Rüder, Wirt  | S. Z. Sakall  | Alfred Balthoff       |
| Kammerdiener Lutz   | John Williams | Friedrich Joloff      |
| Königin Mathilde    | Evelyn Varden | Agnes Windeck         |

## Rezeption
Alt Heidelberg entwickelte sich nach seiner amerikanischen Premiere am 15. Juli 1954 an den Kinokassen zu einem Erfolg und erzielte einen Profit von 451.000 US-Dollar. Er erhält bis heute meist verhalten positive Kritiken. Bosley Crowther schrieb in der New York Times, der Film sei ein „fröhlicher und durchweg hemmungsloser Erguss von synthetischem deutschen Schmalz, so sprudlig wie ein kochender Ahornsirup und so melodisch wie eine gefüllte Yorkville-Stube“. Der Variety sah Alt Heidelberg als „frisches, verführerisches Musical“.
Allmovie gab dem Film dreieinhalb von fünf Sternen urteilte, der Film sei einer der „besseren Beiträge zu diesem Genre“. Die Musik von Romberg und attraktive Filmsets würden überzeugen, auch die meisten der Darsteller, beispielsweise Ann Blyth als Kathie und Edmund Gwenn als Professor Jüttner, würden ihre Sache gut machen. Nur Edmund Purdoms Leistung in der männlichen Hauptrolle sei etwas zu „fade und vorhersehbar“. Das Drehbuch gehe leider nicht zu tief auf Charaktere und Handlung ein, sei aber insgesamt „tauglich“.
Das Lexikon des internationalen Films schrieb, Alt Heidelberg sei eine „gefühlsselige Operette“, die sich mit dem Gesang von Mario Lanza schmücke.